# Ålnate
Ålnate, Potamogeton perfoliatus (L.) är allmän i sjöar över nästan hela Norden och är vitt spridd i nordliga delar av norra halvklotet.

## Beskrivning
Stjälken är blek och tämligen seg men mycket böjlig. Bladen är så starkt stjälkomfattande, att de verkar vara uppträdda på stjälken eller genomborrade (därav namnet perfoliatus). De sitter i två rader och är halvgenomskinliga med buteljbrun eller ‑grön färg; de förtorkar efter en kort stund, om växten tas upp ur vattnet. De många fullt submersa arterna av detta släkte är nämligen "äkta hydrofyter" (vattenväxter i inskränkt bemärkelse), i det att de inte kan växa ens på våt mark och helt saknar luft- eller landformer, sådana som till exempel finns hos grodnaten och vårlonken. Endast blomställningen sticker upp ur vattnet som ett ax av några centimeters längd, och därigenom kan man spåra de plantor som finns dolda i vattnet. Man ser tydligt 4 små gulvita, 2-rummiga ståndarknappar och 4 purpurröda märken. Blomman innehåller dessutom 4 små grönaktiga blad, som är en sköldlik utvidgning av den lilla brygga, som förenar ståndarknappens båda rum (det s.k. knappbandet). Blomningen är till sitt förlopp proterogyn, och så snart befruktning skett (med vindens hjälp), böjer sig axet ned under vattenytan.
Såsom frukt finner man efter varje blomma 4 plattade stenfrukter. Dessa äger flytförmåga någon tid sedan de fallit av, och kan alltså spridas på vattnets yta, trots växtens nedsänkta levnadssätt.

## Synonym
Potamogeton perfoliatum (L.) 

## Bygdemål
| Namn        | Trakt                | Ref.  | Kommentar |
| ----------- | -------------------- | ----- | --------- |
| Abbargräs   | Västerbotten         | [ 2 ] |           |
| Abborgräs   | Uppland, Österbotten | [ 2 ] |           |
| Abborregräs | Östergötland         | [ 2 ] |           |
| Abborrkål   | Uppland              | [ 2 ] |           |

──────────

Not: Förr skiljde man inte på örter och gräs. Det vi idag menar med örter kallades förr gräs.